# Tony Shryane
Anthony Joseph Shryane MBE  (Harborne, 20 januari 1919 – St Austell,  22 september 2003) was een Brits radioproducent voor de radiozender BBC. 
Hij was de eerste radioproducent van The Archers, waarvoor hij achtentwintig jaar lang werkte, tot aan zijn pensioen in 1979.
Hij produceerde daarnaast diverse populaire radiospellen, vaak samen bedacht met Edward J. Mason, waaronder Guilty Party, My Word!, and My Music. 
In 1961 werd hij onderscheiden met de benoeming tot Lid in de Orde van het Britse Rijk vanwege zijn radiowerk. Na zijn pensioen werkte hij nog op freelance-basis voor de BBC, tot hij in 1984 echt stopte met werken. Hij overleed in zijn huis in St. Austell op 84-jarige leeftijd, nadat hij al een tijdje ziek was geweest.